# Черкезов, Аширберды Назарович
Аширберды Назарович Черкезов (туркм. Aşyrberdi Çerkezow) — туркменский государственный деятель.

## Дата и место рождения
Родился в 1956 году в селе Хурмант-Геокча Геоктепинского района Ашхабадской области ТССР.

## Образование и специальность
Образование высшее.
В 1978 году окончил Ташкентский электротехнический институт связи. По специальности — инженер связи.

## Карьера
1978—1982 — инженер радиостанции N 1 Туркменского республиканского радиоцентра Министерства связи ТССР.
1982—1986 — начальник Государственной инспекции электросвязи Ашхабадского производственно-технического управления связи Министерства связи ТССР.
1986—1990 — начальник Безмеинского городского узла связи Ашхабадского ТПОС.
1990—1991 — заместитель председателя Советского райисполкома г. Ашхабада.
1991 — 10.08.1992 — директор издательства Правительства Туркменистана.
15.08.1996 — 07.07.1997 — министр связи Туркменистана.
07.07.1997 — 21.08.2001 — хяким города Ашхабада.
21.08.2001 — 01.02.2002 — заместитель хякима города Ашхабада.
01.02.2002 — 22.09.2003 — хяким города Туркменбаши.
22 сентября 2003 года уволен за серьезные недостатки в работе. Обвинен в хищениях и злоупотреблении служебным положением.

### Подробности
«Если он [Аширберды Черкезов] признается, то получит гектар земли в одном из районов республики, работая на котором будет искупать свою вину. Мы и впредь будем идти этим путем не оставляя ни малейшего шанса преступникам всех мастей, включая торговцев наркотиками, взяточников и казнокрадов». 

Президент Туркменистана Сапармурат Ниязов (Из выступления на заседании Кабинета министров Туркменистана 22 сентября 2003 года)

## Награды и звания
- Медаль «Watana bolan söygüsi üçin» (26.10.2009)

## После отставки
В 2003 году осужден и приговорен к 10 годам лишения свободы. Освобожден в 2013 году после отбытия наказания. Дальнейшая судьба неизвестна.